# Росія молода
«Росія молода» (рос. «Россия молодая») — радянський 9-серійний телевізійний художній фільм 1981—1982 років, знятий режисером Іллею Гуріним на замовлення Державного комітету СРСР по телебаченню і радіомовленню, Другим творчим об'єднанням на Центральній кіностудії дитячих і юнацьких фільмів імені М. Горького, за однойменним романом Юрія Германа. Про епоху Петра I.

## Сюжет
Посвячення у вступній заставці:
 Була та смутна пора, 

Коли Росія молода, 

У боротьбі сили напружуючи, 

Мужніла з генієм Петра. 

… Перетерпівши доль удари, 

Зміцніла Русь.
 О. С. Пушкін  
Дія фільму відбувається в епоху Петра I на Російському Півночі. У центрі сюжету долі трьох осіб: капітана-командора Сильвестра Ієвлєва, поручика митного війська Афанасія Крикова і керманича-помора Івана Рябова.
Іван Рябов — реальний історичний персонаж. У 1701 році він разом з церковним служкою Дмитром Борисовим зробив подвиг, як керманич під виглядом зрадника посадивши головний корабель шведської ескадри на мілину навпроти спеціально побудованої фортеці, під вогонь берегової батареї.
Ієвлєв Сильвестр Петрович — також реальний історичний персонаж. Стольник Петра I, учасник будівництва Новодвинської фортеці, керував діями берегових батарей під час оборони Архангельська від шведської військової ескадри Карла XII у 1701 році.
Фільм є точною екранізацією майже всього роману, за винятком останніх глав.
Розповідь починається з подій у Переяславі-Заліському, де Петро I організовує будівництво і навчання «потішного» флоту разом зі своїми ще юними соратниками (Апраксін, Ієвлєв, Меньшиков). Помор-рибалка Іван Рябов зустрічається зі своєю майбутньою дружиною Таїсією. Тут вперше з'являється і кріпак-втікач Молчан, який насилу тікає від Петра і його свити. Також тут вперше показаний митник капрал Криков; Криков не може протистояти контрабандистській діяльності заморських купців, але на щастя потрапляє під заступництво архієпископа Афанасія, який захищає його від корумпованого начальства митниці (майор Джеймс, полковник Снівін).
Оповідання продовжується в Архангельську, де Петро I розгортає за допомогою стольника Ієвлєва будівництво російського військового флоту. На верфі купця Баженіна зганяються рибалки, які заборгували казні, селяни, городяни і втікачі, у тому числі Молчан і зброяр Кузнєц, а також оленярі-ненці з тундри. При будівництві кораблів відбувається розкрадання підрядниками коштів, виділених на будівництво та утримання, чому протистоять капітан-командор Архангельська Ієвлєв і митний поручик Криков, який дослужився до звання. Іван Рябов стає керманичем перших російських військових кораблів (Петро I організовує навчання флоту в Білому морі), потім потрапляє як керманич-невільник (як заборгувавший церкві рибалка) на торгові кораблі негоціанта (купця) Уркварта. Криков допомагає звільнитися Рябову, викриває Уркварта в поширенні фальшивих грошей; але через провокацію, організованою проти нього Урквартом і начальником митниці Снівіним, потрапляє в опалу, яка згодом пом'якшується заступництвом Ієвлєва і владики Афанасія. Рябов щоб уникнути арешту в монастирську в'язницю відпливає старшим рибальської артілі на промисел на Північ.
Наступна частина розповіді відбувається в Архангельську і Холмогорах. Стає відомо, що шведський флот має намір знищити верф, яка будується на Біломор'ї і захопити побудовані кораблі. Під керівництвом капітан-командора Ієвлєва біля Архангельська на річці Двіні для оборони міста спішно будується фортеця. За допомогою своїх соратників (Криков, інженер Резен, Пустовойтов й інші будівельники фортеці) Ієвлєвим викриваються шведські шпигуни (лікарі воєводи Архангельська Дес Фонтейнес і Лофтус, інженер Лебаніус) і корумповані іноземні торговці і офіцери-найманці митниці. Вдається об'єднати сили всіх жителів Біломор'я на організацію оборони. Потайки і безуспішно протидіє цьому лише воєвода Архангельська Прозоровський, який керується жадібністю, егоїзмом, страхом захоплення міста і бунту. За домовленістю з Ієвлєвим, Іван Рябов під виглядом рибалки, випадково захопленого біля Архангельська в полон, стає керманичем шведської ескадри.
Кульмінацією фільму є навала шведської ескадри на Архангельськ. Першими в протистояння з ворогом вступає митна служба під командуванням капітана Крикова. Прагнення шведів непомітно подолати підступи до міста виявляється безуспішним. Криков й інші митники гинуть в нерівному бою, але захисники міста оповіщені. При наближенні шведської ескадри до Новодвинської фортеці керманич Рябов садить флагманський корабель на замасковану мілину, ескадра не може далі рухатися по Двіні. Рябову вдається покинути флагманський корабель, хоча і гинуть його помічники перекладач Дмитро і розвідник Яків — напівестонец, напівросіянин, який намагався повернутися на батьківщину. Багатогодинна перестрілка захисників фортеці і ескадри закінчується захопленням і знищенням шведських кораблів.
В останній частині оповідання описані події, що відбулися в Архангельську і на Балтиці. В результаті змови і інтриг, організованих воєводою Прозоровським і його свитою, капітан-командор Ієвлєв опиняється в ув'язненні за звинуваченням у зраді; також до в'язниці приходить добровільно керманич Рябов, щоб хоч чимось допомогти Ієвлєву. Допомогу Ієвлєву також надають і кріпаки-втікачі Молчан і Кузнєц, які доставили підписану жителями Біломор'я чолобитну грамоту соратнику Петра I Апраксіну, і архієпископ Афанасій, і інші городяни. В результаті Петро I прибуває в Архангельськ, Ієвлєв і Рябов звільняються з ув'язнення, Прозоровський і його свита покарані. У фіналі фільму описується звільнення російських земель на Балтиці, у тому числі звільнення міста Орєшек (Шліссельбург), переміщення російською армією сухопутним шляхом кораблів для проведення військових дій.

### Серії
1. Морської справи старателі
2. Змужніння
3. Біда за бідою
4. Страшніше, ніж шторм
5. Фортеці бути!
6. Здрастуй, керманич!
7. Навала
8. Правда проти кривди
9. Вітер Балтики

## У ролях

### У головних ролях
- Борис Невзоров — Іван Савватійович Рябов (1-ша — 4-та, 6-та — 9-та серії)
- Олександр Фатюшин — капітан Афанасій Петрович Криков (1-ша — 8-ма серії)
- Степан Старчиков — Сильвестр Петрович Ієвлєв
- Олександра Яковлєва — Таїсія Рябова (1-ша — 5-та, 7-ма — 9-та серії)
- Дмитро Золотухін — Петро Перший (1-ша — 4-та, 9-та серії)
- Микола Іванов — Федір Матвійович Апраксін (1-ша — 4-та, 9-та серії)
- Іван Лапиков — архієпископ Афанасій (1-ша, 4-та, 5-та, 8-ма і 9-та серії)

### У ролях
- Олександр Борисов — дядечко Ієвлєва (1-ша, 2-га серії)
- Тетяна Кондирєва — Маша Ієвлєва (1-ша, 2-га, 4-та — 9-та серії)
- Сергій Плотников — Антип Тимофєєв, батько Таїсії (1-ша, 3-тя і 4-та серії)
- Микола Олялін — Молчан Пашка (1-ша — 6-та, 8-ма — 9-та серії)
- Владислав Стржельчик — шкіпер Уркварт (2-га — 8-ма серії)
- Арен Рейн — Снівін (2-га — 4-та серії)
- Бруно Фрейндліх — Патрік Гордон, генерал (2-га — 4-та серії)
- Євдокія Алексєєва — Явдоха (1-ша — 5-та, 7-ма, 8-ма серії)
- Олександр Макарцев — Митенька (1-ша — 4-та, 6-та — 8-ма серії)
- Сергій Паршин — Олександр Меншиков (1-ша — 4-та, 9-та серії)
- Олександр Вдовін — Яким Воронін (1-ша — 4-та серії)
- В'ячеслав Ракитянський — Василь Андрійович Ржевський (1-ша, 2-га, 9-та серії)
- Володимир Кашпур — Тимофій Кочнєв (1-ша, 2-га, 4-та — 6-та серії)
- Анатолій Баранцев — Агафоник (1-ша, 2-га, 4-та серії)
- Олена Глєбова — Оленка (1-ша серія)
- Костянтин Сєвєрний — дід Мокій (1-ша, 2-га серії)
- Федір Валіков — дід Федір (1-ша, 2-га, 4-та, 7-ма серії)
- Михайло Бочаров — капрал (1-ша — 3-тя, 6-та, 8-ма серії)
- Леон Кукулян — Альварес дель Роблес, іспанський боцман (2-га серія)
- Тину Саар — Джеймс (1-ша — 4-та, 6-та — 8-ма серії)
- Георгій Всеволодов — Ніколс (1-ша, 2-га, 4-та серії)
- Олексій Дроздов — Ян (1-ша, 2-га, 4-та серії)
- Сергій Сазонтьєв — коваль Федосій (3-тя, 5-та, 6-та, 8-ма, 9-та серії)
- Юрій Демич — поручик Мєхоношин (5-та — 8-ма серії)
- Олег Борисов — Ларс Дес-Фонтейнес (3-тя — 6-та серії)
- Михайло Кузнєцов — князь-воєвода Прозоровський (5-та — 9-та серії)
- Всеволод Кузнєцов — Осип Андрійович Баженін (3-тя, 4-та, 6-та серії)
- Михайло Долгінін — Егорша Пустовойтов (5-та — 7-ма серії)
- Леонід Харитонов — Лонгинов (1-ша, 3-тя, 5-та — 9-та серії; не вказано в титрах 1-ї серії)
- Віталій Яковлєв — матрос в панцирі (в титрах не вказаний)
- Райво Трасс — Якоб (6-та — 8-ма серії)
- Андрій Щукін — рейтар (в титрах не вказаний)
- Тину Аав — інженер Єгор Резен (5-та, 6-та, 8-ма, 9-та серії)
- Микола Крюков — ярл Юленшерна (6-та — 8-ма серії; в титрах 8-ї не вказаний)
- Анатолій Титов — Лебаніус (6-та і 8-ма серії)
- Валентина Бєляєва — княгиня Авдотья (5-та, 6-та, 8-ма серії)
- Вася 3отов — Ванятка (5-та — 9-та серії)
- Олексій Миронов — Семисадов (не вказано в титрах 1-ї серії)
- Ігор Бучко — Федір Юрійович Ромодановський (2-га — 4-та серії)
- Олександр Звенигорський — Данберг (3-тя і 4-та серії)
- Андрій Градобоєв — Коост (3-тя, 8-ма серії)
- Р. Нейман — Флам (4-та серія)
- Филимон Сергєєв — Швібер (4-та серія)
- Вадим Вільський — Ружанський (5-та, 6-та, 9-та серії)
- Георгій Назаренко — Щербатий (5-та, 6-та серії)
- Іван Краско — думний Ларіонов (5-та, 7-ма, 9-та серії)
- Євген Марков — дяк Молокоєдов (5-та — 9-та серії)
- Хейно Мандрі — граф Піпер (5-та серія)
- Юрій Чекулаєв — Мунк Альстрем, капітан галери (5-та, 6-та серії)
- Геннадій Фролов — посол Ізмайлов (6-та серія)
- Леонід Оболенський — батько Дес-Фонтейнеса (6-та серія)
- Володимир Шкрабак — Никифор (6-та, 7-ма серії)
- Борис Іванов — лікар Лофтус (6-та, 8-ма серії)
- Аксель Орав — Мартус (6-та серія)
- Володимир Сергієнко — Коміт (5-та, 6-та серії)
- О. Бауман — Олександр Іванович (6-та, 8-ма серії)
- Маті Клоорен — помічник прокурора (6-та серія)
- Д. Дьомін — перекладач (7-ма серія)
- Юрій Саранцев — Ремезов
- Володимир Щеглов — полковник Нобл (8-ма, 9-та серії)
- Олександр Карін — стрілець Дроздов (8-ма серія)
- Павло Скороходов — Смірной (8-ма, 9-та серії)
- Роман Гутовський — капітан Памбург (9-та серія)
- Олена Максимова — стара (9-та серія)
- Володимир Сез — лікар (9-та серія)
- Микола Тріфілов — матрос
- Едуард Марцевич — Лефорт (2-га серія; в титрах не вказаний)
- Володимир Удалов — шинкар (2-га серія)
- Анатолій Сіренко — розбійник (5-та серія)
- Юрій Соколов — Гридньов (5-та серія)

### В епізодах
- Микола Волков (3-тя серія)
- Анатолій Ігонін (3-тя, 7-ма і 9-та серії)
- Володимир Капустін (3-тя серія)
- М. Крилов (3-тя серія)
- Євген Зосімов (4-та серія)
- І. Годлевський (5-та серія)
- В. Денисов (5-та серія)
- В. Зелений (5-та серія)
- Г. Четверяков (5-та серія)
- Ігор Добряков (7-ма серія)
- В. Карпов (7-ма серія)

## Знімальна група
- Сценарій і постанока —  Ілля Гурін
- Головний оператор —  Євген Давидов
- Головний художник —  Олександр Попов
- Композитори —  Кирило Молчанов, Лев Солін
- Звукооператор —  Анатолій Єлісєєв
- Художники по костюмах — Н. Єрмілова,  Наталія Полях
- Симфонічний оркестр Держкіно СРСР: Диригент —  Володимир Васильєв
- Директора картини: Олександр Пронченко, Д. Еппель

## Місця зйомок
- Частину фільму знімали під Архангельськом, в Малих Корелах. Новодвинська фортеця існує і зараз в Архангельську. Частина зйомок проходила в Суздалі (перенесення шпаги Крикова до церкви). У картині «Росія молода» Суздалю відведена роль Архангельська, Москви, куточків Півночі Росії. Зйомки проходили на території музею дерев'яного зодчества, Покровського, Спасо-Євфіміївського монастирів. У «масовці» брали участь жителі міста, а також солдати Володимирського гарнізону.
- Аудієнція у графа Піпера знімалася в тому ж залі, де раніше, у 1980 році, знімалася сцена відвідування поліцейським комісаром королівського прес-секретаря у фільмі «Загибель 31-го відділу», в якому виконувач в «Росії молодій» роль графа Піпера актор Хейно Мандре грає топ-менеджера мас-медіа-концерну.

## Анахронізми і неточності
- Ієвлєв не міг мати звання капітана-командора в описуваний час, тому що воно було введене лише у 1707 році.
- У серії «Навала» шведський капелан читає молитву перед боєм латинською мовою. Однак шведи з початку XVI століття є лютеранами і моляться рідною мовою. Почасти це могло пояснюватися тим, що на судні могли бути і іноземні найманці, які напевно були католиками. Принаймні книга, за якою знятий телесеріал, підтверджує присутність іноземних найманців — зокрема, португальців (які в більшості є нативними католиками) на судах шведської ескадри.
- В останніх кадрах 9-ї серії показаний не російський триколор]], а прапор, схожий на прапор Нідерландів, при тому, що і сам триколор як державний прапор став використовуватися лише при Олександрі III (1881—1894).

## Факти
- Справжнє прізвище Івана Рябова — Седунов. Його нащадки і понині проживають в Архангельську.
- В трансляції каналу «Росія» 10 червня 2008 року без пояснення причин з 9-ї серії фільму був вирізаний фрагмент під назвою «государева дорога».